# Lily Rabe
Lily Rabe (n. 29 iunie 1982) este o actriță americană. Ea a primit o nominalizare Tony Award for Best Actress in a Play pentru performanța ei ca Portia în The Merchant of Venice. Rabe este cel mai bine cunoscut pentru rolurile multiple pe FX antologie a serialul American Horror Story, și rol principal ca Claire Bennigan din serialul The Whispers.

## Filmografie

### Film
| An   | Titlu                     | Rol                 | Regizor                         | Note    |
| ---- | ------------------------- | ------------------- | ------------------------------- | ------- |
| 2001 | Never Again               | Tess                | Eric Schaeffer                  |         |
| 2003 | Mona Lisa Smile           | Art History Student | Mike Newell                     |         |
| 2006 | A Crime                   | Sophie              | Manuel Pradal                   |         |
| 2007 | No Reservations           | Bernadette          | Scott Hicks                     |         |
| 2008 | Panică la Hollywood       | Dawn                | Barry Levinson                  |         |
| 2008 | The Toe Tactic            | Mona Peek           | Emily Hubley                    |         |
| 2010 | Weakness                  | Katharine Browne    | Michael Melamedoff              |         |
| 2010 | All Good Things           | Deborah Lehrman     | Andrew Jarecki                  |         |
| 2011 | Letters from the Big Man  | Sarah               | Christopher Münch               |         |
| 2012 | Redemption Trail          | Anna Cole           | Britta Sjogren                  |         |
| 2013 | Aftermath                 | Samantha            | Thomas Farone                   |         |
| 2014 | Pawn Sacrifice            | Joan Fischer        | Edward Zwick                    |         |
| 2016 | The Veil                  | Sarah Hope          | Phil Joanou                     |         |
| 2016 | Miss Stevens              | Rachel Stevens      | Julia Hart                      |         |
| 2017 | Golden Exits              | Sam                 | Alex Ross Perry                 |         |
| 2017 | A Midsummer Night's Dream | Helena              | Casey Wilder Mott               |         |
| 2017 | The Phantom Menace        | Karen               | Charlotte Barrett & Sean Fallon | Scurt   |
| 2018 | Vice                      | Liz Cheney          | Adam McKay                      |         |
| 2019 | Sgt. Will Gardner         | Mary-Anne Mackey    | Max Martini                     |         |
| 2019 | Finding Steve McQueen     | Sharon Price        | Mark Steven Johnson             |         |
| 2019 | Rupt de realitate         | Joanne Monroe       | Brad Anderson                   |         |
| 2021 | The Tender Bar            | Dorothy Moehringer  | George Clooney                  |         |
| TBA  | Downtown Owl              |                     | Rabe & Hamish Linklater         | Filmări |

### Televiziune
| Anul      | Titlu                               | Personaj                 | Notă                                      |
| --------- | ----------------------------------- | ------------------------ | ----------------------------------------- |
| 2005      | Law & Order: Criminal Intent        | Siena Boatman            | Episode: "Scared Crazy"                   |
| 2006      | Law & Order: Special Victims Unit   | Nikki                    | Episode: "Recall"                         |
| 2008      | Nip/Tuck                            | Lanie Ainge              | Episode: "Kyle Ainge"                     |
| 2008      | Medium                              | Joanna Wheeler           | 2 episodes                                |
| 2009      | Last of the Ninth                   | Mary Byrne               | Unsold TV pilot                           |
| 2010      | Saving Grace                        | Sarah Cullen             | Episode: "You Can't Save Them All, Grace" |
| 2010      | Law & Order                         | Andrea Wheaton           | Episode: "Crashers"                       |
| 2011–2015 | The Good Wife                       | Petra Moritz             | 3 episodes                                |
| 2011      | Exit Strategy                       | Natalie Clayton          | Unsold TV pilot                           |
| 2011      | American Horror Story: Murder House | Nora Montgomery          | 7 episodes                                |
| 2012–2013 | American Horror Story: Asylum       | Sister Mary Eunice McKee | 10 episodes                               |
| 2013–2014 | American Horror Story: Coven        | Misty Day                | 10 episodes                               |
| 2014      | American Horror Story: Freak Show   | Sister Mary Eunice McKee | Episode: "Orphans"                        |
| 2015      | The Whispers                        | Claire Bennigan          | 13 episodes                               |
| 2015      | The Walker                          | Sarah                    | Episode: "How to Deal with a Frenemy"     |
| 2015–2016 | American Horror Story: Hotel        | Aileen Wuornos           | 2 episodes                                |
| 2016      | American Horror Story: Roanoke      | Shelby Miller            | 10 episodes                               |
| 2017      | Regular Show in Space               | Ailen (voice)            | Episode: "Meet the Seer"                  |
| 2017      | The Wizard of Lies                  | Catherine Hooper         | Television film                           |
| 2017      | Deadlier Than the Male              | Emma                     | Upcoming series                           |

## Premii
| An   | Asociere                          | Categorie                                     | Lucrări nominalizate          | Rezultat     |
| ---- | --------------------------------- | --------------------------------------------- | ----------------------------- | ------------ |
| 2005 | Drama Desk Awards                 | Outstanding Featured Actress in a Play        | Steel Magnolias               | Nominalizare |
| 2011 | Drama Desk Awards                 | Outstanding Actress in a Play                 | The Merchant of Venice        | Nominalizare |
| 2011 | Tony Awards                       | Best Actress in a Play                        | The Merchant of Venice        | Nominalizare |
| 2013 | Critics' Choice Television Awards | Best Supporting Actress in a Movie/Miniseries | American Horror Story: Asylum | Nominalizare |
| 2016 | SXSW Film Festival Awards         | Special Jury Recognition for Best Actress     | Miss Stevens                  | Câștigat     |